# Parti national de l'Arakan
Le Parti national de l'Arakan (ANP, selon l'acronyme anglais) est un parti politique birman qui prétend défendre les intérêts des Arakanais, le groupe ethnique majoritaire dans l'État de Rakhine (connu autrefois sous la dénomination officielle d'État d'Arakan). Le parti est aussi implanté dans la région de Rangoun, où se trouve une importante diaspora arakanaise. Crée le 13 janvier 2014, l'ANP est légalisé par la commission électorale de l'Union (en) le 6 mars 2014. Le parti est actuellement présidé par U Thar Tun Hla.
Le parti est connu pour son nationalisme ethnique intransigeant, ainsi que pour ses positions islamophobes et résolument hostiles à la minorité ethnique des Rohingya,. De nombreux adhérents du parti sont des personnes impliquées dans les actes de violence qui ont fait des dizaines de morts et des dizaines de milliers de déplacés parmi cette communauté pendant les émeutes communales de 2012.

## Histoire
Après huit longs mois de négociations, le Parti du développement des nationalités rakhines (en) dirigé par le Dr. Aye Maung (en) et la Ligue de l'Arakan pour la démocratie (en) dirigée par Aye Thar Aung (en) décident de fusionner le 17 juin 2013 sous le nom de « Parti national de Rakhine ». Cette fusion, officialisée le 13 janvier 2014, est validée par la commission électorale le 6 mars.
Lors des élections législatives de 2015, le parti présente 63 candidats dans les États de Rakhine et de Chin, ainsi que dans les régions d'Ayeyarwady et de Rangoun : 12 sont élus à la chambre des représentants (Pyithu Hluttaw) et 10 à la chambre des nationalités (Amyotha Hluttaw). Le parti, qui obtient un peu moins de 500 000 voix (2,2% des suffrages exprimés) à l'échelle nationale (ce qui en fait la troisième force politique du pays, loin derrière le Parti de l'union, de la solidarité et du développement et la Ligue nationale pour la démocratie), fait carton plein au niveau local en obtenant 22 sièges au parlement de l'État de Rakhine (en) sur 35 membres élus (les 12 autres étant nommé par l'armée). Enfin, un des membres du parti accède au poste stratégique de ministre des Affaires ethniques (en),,,,.
Le 8 janvier 2017, d'anciens dirigeants de la Ligue de l'Arakan pour la démocratie font scission du parti et annonce qu'ils se présenteront sur une liste indépendante de l'ANP aux élections législatives birmanes de 2020. La domination de l'ancien Parti du développement des nationalités rakhines est cité comme un des motifs de scission,.
Le 27 novembre 2017, Aye Maung annonce qu'il quitte la direction du parti et le parti par la même occasion, invoquant des conflits internes. Le 8 janvier 2018, la direction du parti annonce qu'elle suspendra Aye Maung de ses fonctions de président, tout en lui laissant du temps pour reconsidérer sa décision.
Le 1er octobre 2024, la commission électorale de l'Union, contrôlée par la junte du Conseil administratif d'État, empêche le Parti national de l'Arakan de participer aux élections de 2025 (en) en raison de ses liens présumés avec l'Armée d'Arakan.